# Borsuk (боевая машина пехоты)
Borsuk (барсук) — боевая машина пехоты производства Huta Stalowa Wola, входящей в состав PGZ (Polish Armaments Group). Она предназначена для замены устаревшей БМП BWP-1 (польское обозначение БМП-1), которая в настоящее время находится на вооружении вооружённых сил Польши.

## История

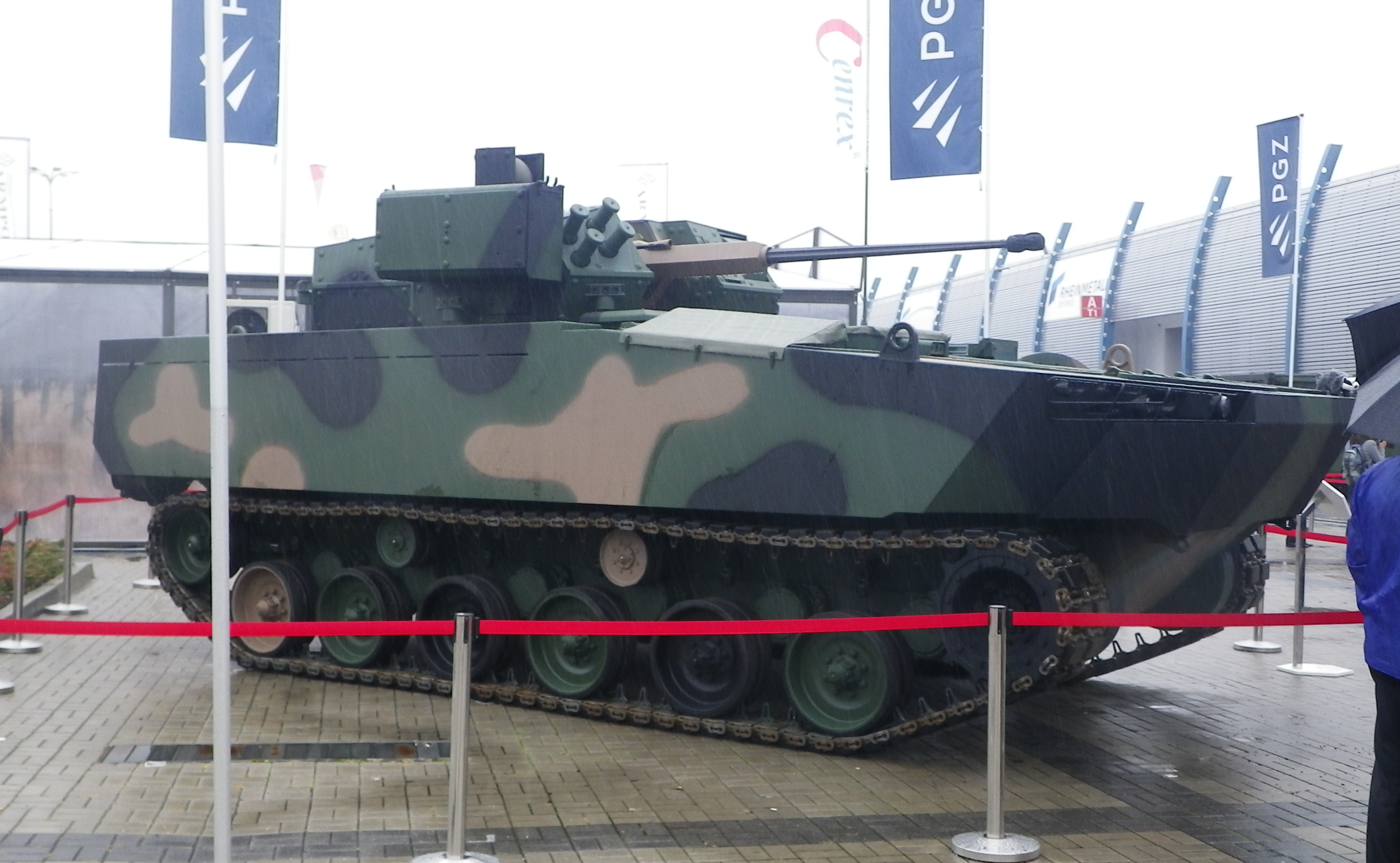
Прототип БМП Borsuk на выставке MSPO, 2017 г.

Впервые БМП «Borsuk» был представлен на выставке MSPO 2017, а год спустя была показана более совершенная версия. Вариант 2018 года отличался от оригинального прототипа наличием накладной брони на бортах и гусеницами из композитной резины (CRT) вместо стальных звеньев.
В 2018 году прототип прошёл первую серию заводских испытаний, по итогам которых были внесены дополнительные усовершенствования. Новая версия, представленная в 2019 году на выставке MSPO, имела новые фары, иную навесную броню и точки крепления мобильного мультиспектрального камуфляжа.
В сентябре 2020 года прототип успешно прошёл серию обширных военных практических испытаний, проведенных на военном полигоне в гмине Дравско (включая серию огневых испытаний). Одновременно с этим началась подготовка технической документации БМП к будущему серийному производству.
Строительство четырёх дополнительных прототипов было начато в апреле 2022 года, в результате чего стоимость разработки увеличилась до 262,06 млн злотых.
В ноябре 2022 года на полигоне в городе Ожиш состоялись презентация и ознакомительные испытания БМП Borsuk. Их видели министр обороны Польши Мариуш Блащак, а также официальные лица HSW и СМИ. В ходе презентации было объявлено, что квалификационные испытания планируется завершить к середине 2023 года и что первым новые БМП получит 16-я механизированная дивизия. Тогда же предполагалось, что другие типы ПТУР будут интегрированы с башней ZSSW-30 и что шасси Borsuk послужит основой для других специализированных машин.
28 февраля 2023 года Агентство вооружений (агентство по закупкам Министерства обороны Польши) подписало соглашение с HSW на поставку 1000 БМП Borsuk и 400 вспомогательных вариантов на том же шасси. Среди этих вариантов: боевая разведывательная машина, командирская машина, бронированная ремонтно-эвакуационная машина, машина медицинской эвакуации и другие. Таким образом, Borsuk станет новой боевой платформой для польских вооруженных сил и, таким образом, в польских источниках теперь часто упоминается как UMPG (Uniwersalna Modułowa Platforma Gąsienicowa — Универсальная модульная гусеничная платформа).

## Описание

Чертеж БМП Borsuk

### Вооружение
Borsuk оснащён дистанционно управляемым боевым модулем ZSSW-30, вооруженный 30-мм автопушкой Mk44S Bushmaster II и спаренным с ней 7,62-мм пулеметом UKM-2000C. В башне также установлены две противотанковые управляемые ракеты Spike-LR в пусковом контейнере, установленном на правом борту модуля. Боекомплект ZSSW-30 составляет около 300 выстрелов для автопушки, в том числе более 200 выстрелов для ПРО и 250 выстрелов для пулемёта в режиме готовности к использованию. Это один из самых больших боекомплектов по сравнению с другими подобными системами.
Автопушка имеет скорострельность в 200 выстрелов в минуту для стандартных боеприпасов и 120 выстрелов в минуту для ПРО. Он имеет углы места от −9° до +60°. ПТРК могут поражать цель на дистанции от 200 метров до 4 километров при ручном наведении и до 4,5 километров в режиме «выстрелил-забыл».